# Monte Harriet
El monte Harriet (en inglés: Mount Harriet) es una elevación de 291 m s. n. m. situada en el este de la isla Soledad en las Islas Malvinas, cerca del Puerto Enriqueta.
Ubicada cerca y al suroeste de la capital isleña, es conocida por el ser el lugar donde ocurrió la batalla del monte Harriet, un enfrentamiento militar que tuvo lugar durante la guerra de las Malvinas en la noche del 11 al 12 de junio de 1982. Actualmente, permanecen restos de la batalla en el lugar y existen en sus cercanías campos minados. El río Murrell, que nace en el Monte Challenger, recibe afluentes de este monte.